# Takeshi Urakami
Takeshi Urakami (født 7. februar 1969) er en tidligere japansk fodboldspiller.
Han har spillet for flere forskellige klubber i sin karriere, herunder Yokohama Marinos, Shimizu S-Pulse og Kawasaki Frontale.